# Catocala metalomus
Catocala metalomus är en fjärilsart som beskrevs av Mayfield 1922. Catocala metalomus ingår i släktet Catocala och familjen nattflyn. Inga underarter finns listade i Catalogue of Life.